# شطرنج رمانتیک
شطرنج رمانتیک سبکی از شطرنج است که در قرن هجدهم تا افول آن در دهه ۱۸۸۰ رایج بود. این سبک از شطرنج بر مانورهای سریع و تاکتیکی به جای برنامه‌ریزی استراتژیک بلند مدت تأکید دارد.
بازیکنان شطرنج رمانتیک برنده شدن را در درجه دوم بعد از برد با سبک می‌دانند. دوره رمانتیک بازی با دوره‌های علمی، هایپر مدرن و دینامیسم جدید دنبال شد.
بازی‌های این دوره عموماً شامل بازه‌های 1.e4 مانند گامبیت شاه و جوئوکو پیانو بود. باز کردن پیاده‌های سمت وزیر محبوب نبود و به ندرت بازی می‌شد.
پایان دوره رمانتیک را عموماً با مسابقات وین در سال ۱۸۷۳ می‌شناسند، جایی که ویلهلم اشتاینیتز بازی موقعیتی و بازی بسته را رایج کرد. این تسلط عصر جدیدی از شطرنج به نام مکتب " مدرن " یا کلاسیک را آغاز کرد که تا دهه ۱۹۳۰ ادامه داشت، زمانی که هایپرمدرنیسم رواج یافت.
به‌طور کلی تصور می‌شود که دوران رمانتیک با الکساندر مک دانل و لوئی چارلز ماهه د لا بوردونیس، دو شطرنج باز برتر دهه ۱۸۳۰ به اوج خود رسیده است. 
دهه ۱۸۴۰ تحت سلطه هوارد استونتون بود و دیگر بازیکنان برجسته آن دوران شامل آدولف اندرسن، دانیل هارویتز، هنری برد، لوئیس پاولسن و پل مورفی بودند.
بازی جاودانه، که توسط اندرسن و لیونل کیزریتزکی در ۲۱ ژوئن ۱۸۵۱ در لندن بازی شد، جایی که اندرسن فداکاری‌های جسورانه ای برای تضمین پیروزی کرد، هر دو رخ و یک فیل و سپس وزیر خود را قربانی کرد و سپس حریف خود را با سه مهره کم ارزش باقی مانده اش مات کرد، نمونه ای عالی از شطرنج رمانتیک محسوب می‌شود.
علیرغم شهرت دوران رمانتیک به بازی‌های تاکتیکی و ترکیب‌های تند، بازی‌های موضعی و بازی‌های بسته در این دوران اصلاً ناشناخته نبودند. آنها در مسابقات لندن در سال ۱۸۵۱ که به‌طور گسترده به عنوان اولین تورنمنت واقعی شطرنج در نظر گرفته می‌شود، برجسته ظاهر شدند.
پل مورفی اغلب از «شطرنج کسل کننده» شکایت می‌کرد و از دفاع سیسیلی و گشایش‌های پیاده وزیر برای ادامه این نوع بازی انتقاد داشت. مورفی در مسابقات خود شرطی را قید کرد که حداقل نیمی از بازی‌ها باید با 1.e4 e5 شروع می‌شدند.
در طول دهه ۱۹۳۰، آلمان نازی شطرنج را به عنوان یک ابزار سیاسی انتخاب کرد و به همین منظور تبلیغاتی را منتشر کرد که ادعا می‌کرد عصر شطرنج رمانتیک، که تحت سلطه بازیکنان آریایی بی‌باک مانند مورفی و آندرسن بود، بعداً توسط شطرنج موضعی «بزدل و خسیس» برخی از بازیکنان یهودی مانند اشتاینیتز، امانوئل لاسکر و دیگران از مسیر خارج شده است.
دوران رمانتیک در هنر نیز تقریباً مشابه دنیای شطرنج بود. هنرها بیشتر بر بیان احساسی متمرکز بودند تا تسلط فنی. این موضوع نیزدر اواخر قرن نوزدهم به پایان رسید زیرا تکامل در هنرها (موسیقی امپرسیونیستی و شعر سمبولیستی) همزمان با ظهور اشتاینیتز به عنوان نیروی سبک جدید در دنیای شطرنج بود. برخی از استادان برجسته شطرنج در خصوص این همزمانی استدلال کرده‌اند که شطرنج علاوه بر علم، یک هنر است.